# Apaga
Apaga (en arménien Ապագա) est une communauté rurale du marz d'Armavir, en Arménie. Elle compte 4 163 habitants en 2009.